# Serbischer Felsenteller
Der Serbische Felsenteller (Ramonda serbica) ist eine Pflanzenart aus der Familie der Gesneriengewächse (Gesneriaceae). Die Art gehört zusammen mit den anderen beiden Ramonda-Arten zu den einzigen europäischen poiklohydrischen Höheren Pflanzen.

## Beschreibung

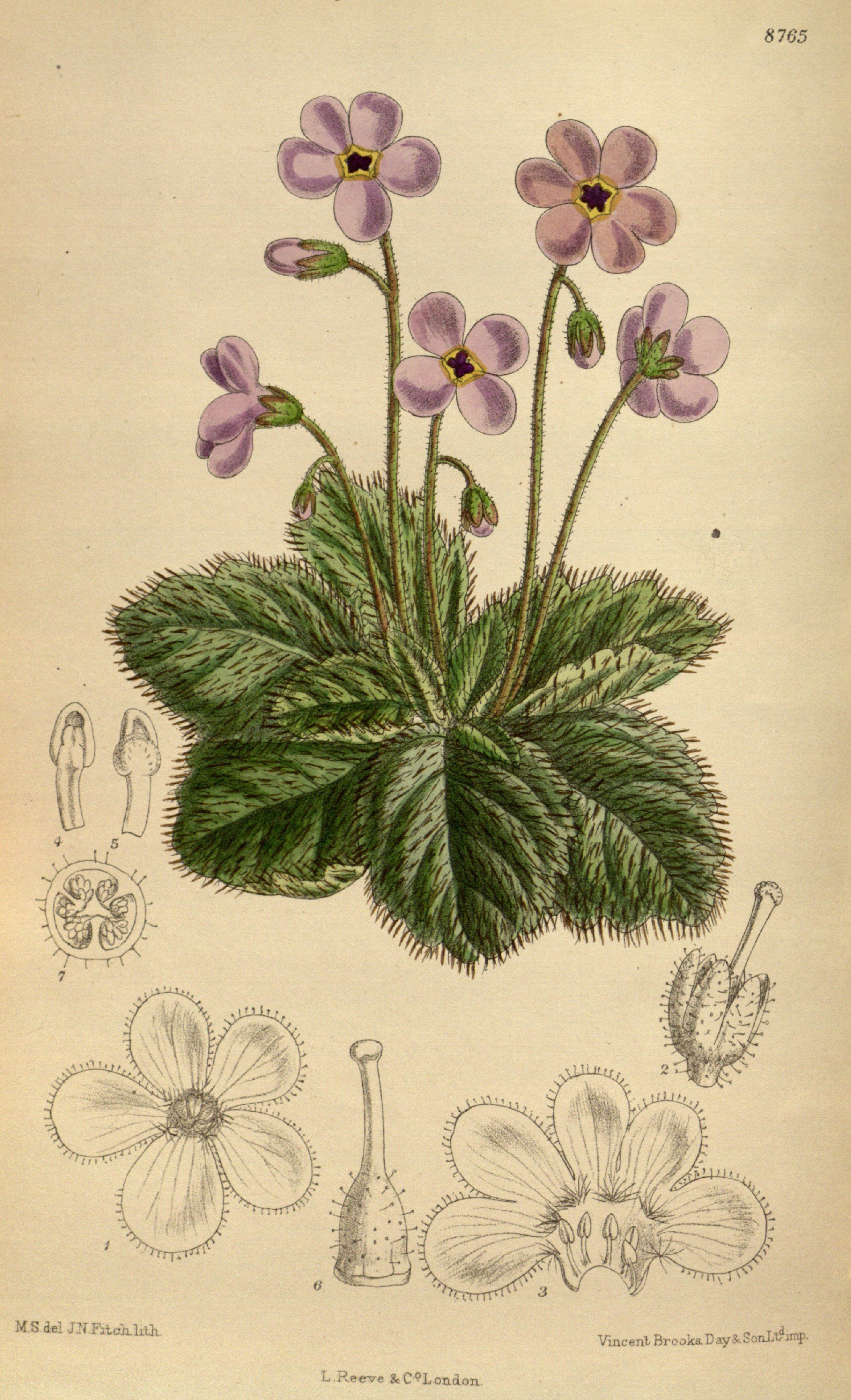
Illustration

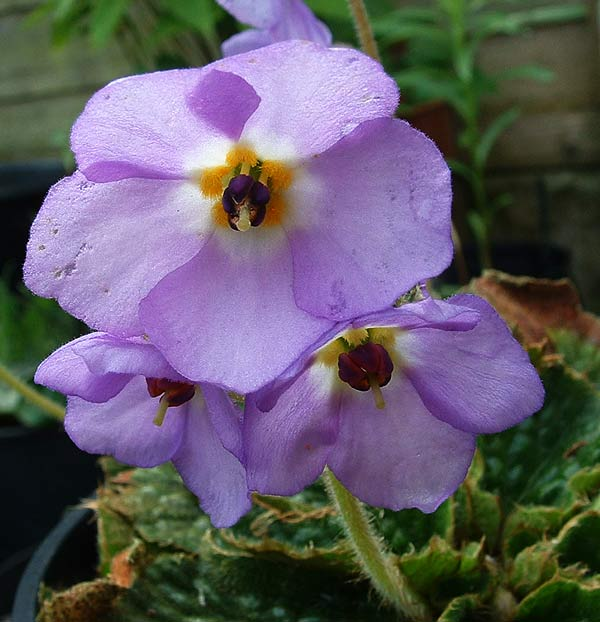
Blüten

Der Serbische Felsenteller ist eine immergrüne, ausdauernde, krautige Pflanze, die Wuchshöhen von 5 bis 15 Zentimeter erreicht. Die Art ähnelt stark Ramonda nathaliae. Die schmal verkehrt-eiförmigen Rosettenblätter sind 4 bis 7 cm lang und 2 bis 3,5 cm breit. Die Basis der Blattspreite ist keilförmig und endet in einem undeutlichen, kurzen, breiten Blattstiel. Der Blattrand weist eine unregelmäßige und manchmal tiefe Kerbung oder Zähnung auf. 
Aus der Blattrosette wachsen oft mehrere Schäfte mit einer bis drei aufrechten bis nickenden Blüten. Die Schäfte, Blütenstiele und Kelch sind drüsig-flaumig behaart. Die Blüten sind in der Regel fünfzählig, selten vierzählig. Der Kelch ist fast bis zum Grund in breit längliche, an der Spitze stumpfe Zipfel geteilt. Die Krone hat einen Durchmesser von 2,5 bis 3,5 Zentimeter und ist breit glockenförmig mit aufrecht-abstehenden, violetten bis rosavioletten Zipfeln, die am Grund braun-wollig behaart sind. Die Staubbeutel sind etwa 2,5 mm lang, stumpf und dunkel violettblau. Der Griffel ist 4 bis 7 mm lang. Die Kapsel hat eine Länge von etwa 10 mm und eine spärliche drüsig-flaumige Behaarung.
Der Serbische Felsenteller ist tetraploid oder hexaploid mit einer Chromosomenzahl von 2n = ca. 96 oder 144.
Die Blütezeit reicht von Ende April bis Anfang Juni.

## Vorkommen
Die Art kommt in Serbien, Mazedonien, Albanien, Nordwest-Griechenland und Bulgarien in schattigen Kalkfelsspalten in Höhenlagen von 400 bis 1500 Meter vor.

## Taxonomie
Der Serbische Felsenteller wurde 1874 von Josif Pančić in Flora Knezevine Srbije ... Flora Principatus Serbiae Seite 498 als Ramonda serbica erstbeschrieben. 

## Nutzung
Der Serbische Felsenteller wird selten als Zierpflanze für Steingärten und Alpinhäuser genutzt.

## Belege
- Eckehart J. Jäger, Friedrich Ebel, Peter Hanelt, Gerd K. Müller (Hrsg.): Exkursionsflora von Deutschland. Begründet von Werner Rothmaler. Band 5: Krautige Zier- und Nutzpflanzen. Springer, Spektrum Akademischer Verlag, Berlin/Heidelberg 2008, ISBN 978-3-8274-0918-8, S. 481.
- E. M. Rix, D. A. Webb: Ramonda. In: T. G. Tutin, V. H. Heywood, N. A. Burges, D. M. Moore, D. H. Valentine, S. M. Walters, D. A. Webb (Hrsg.): Flora Europaea. Volume 3: Diapensiaceae to Myoporaceae. Cambridge University Press, Cambridge 1972, ISBN 0-521-08489-X, S. 285 (englisch, eingeschränkte Vorschau in der Google-Buchsuche).